# The Desert Breed
The Desert Breed é um filme mudo norte-americano de 1915, do gênero faroeste, dirigido por Joe De Grasse e estrelado por Lon Chaney. O filme é agora considerado perdido.

## Elenco
- Pauline Bush - Jessie
- Lon Chaney - Fred
- William C. Dowlan - Jack, parceiro de Fred